# 黃開運
黃開運（1628年1月21日—？年），號天文，四川成都府內江縣人，順治十四年丁酉科四川鄉試第十名舉人，順治十五年戊戌科書經房中式第125名，殿試三甲七十四名進士，戶部觀政，庚子授湖廣天柱縣知縣。陞定州知州，內轉刑部郎中，卒於都。